# Heterochyta asteropa
Heterochyta asteropa är en fjärilsart som beskrevs av Edward Meyrick 1906. Heterochyta asteropa ingår i släktet Heterochyta och familjen plattmalar. Inga underarter finns listade i Catalogue of Life.